# Grethe Krogh
Grethe Krogh, gift Eriksen (født 7. november 1928 i Viborg; død 5. april 2018) var en dansk organist og professor emeritus.

## Uddannelse
Hun var datter af pianist Svend Krogh Christensen (1902-1981) og hustru Agnes født Hornskov (1902-1993), blev student fra Viborg Katedralskole 1947 og tog i 1951 med få ugers mellemrum både organisteksamen og diplomeksamen i klaver fra Det Kgl. Danske Musikkonservatorium, hvor hun havde studeret siden 1948. Bodil Helsted var hendes lærer, og hun forsatte studierne hos Finn Viderø. Krogh fik sin klaverdebut og orgeldebut 1953 og modtog det franske statslegat 1955, hvilket førte til studier i Paris hos André Marchal (orgel) og Antoine Reboulot (klaver) indtil 1956.

## Karriere
Hendes første stilling var som organist i kirken i Nykøbing Mors fra 1954, og derfra kom hun 1960 som organist til Christianskirken i Aarhus 1960 og var undervejs undervisningsassistent i orgel på University of Arkansas, USA 1958-59.
Hun var organist ved Holmens Kirke 1964-69 (således til Prinsesse Margrethe og Henri de Laborde de Monpezats bryllup 1967). 1965 blev hun orgellærer og 1969 professor ved Det Kgl. Danske Musikkonservatorium, men forlod professoratet 1990. Blandt hendes elever var Inge Bønnerup, Jens E. Christensen og Flemming Dreisig.

## Koncerter og indspilninger
Grethe Krogh gav siden 1954 koncerter i Skandinavien, Storbritannien, Frankrig, Tyskland, Holland, Portugal og på Island samt i 1959, 1963 og 1968 været på koncertturnéer i USA, bl.a. med dansk musik. Også i Sovjetunionen har hun turneret.
Hun har stået for flere uropførelser af orgelværker, bl.a. af Svend-Ove Møller, Bernhard Christensen, Knud Høgenhaven, Niels la Cour, Leif Thybo og Tore Bjørn Larsen.
Krogh indspillede en række plader og cd'er; således samtlige Møllers orgelværker i 1971, Høgenhavens i 1978, ligesom hun medvirkede på Thybos cd i 1994. Inden for det ældre repertoire indspillede hun værker af Niels W. Gade, J.P.E. Hartmann, Gottfred Matthison-Hansen og ikke mindst Carl Nielsen, hvis Commotio hun flere gange indspillede, senest 1996.

## Tillidshverv
Hun var medlem af bestyrelsen for Dansk Organist- og Kantorsamfund 1961-64 og i samme tidsrum for Sammenslutningen af tjenestemandsansatte kirkefunktionærer i Danmark; bestyrelsesmedlem i den danske sektion af Det internationale Heinrich Schütz-selskab fra 1966.
7. maj 1969 blev hun gift med bratschist Richard Dahl Eriksen (1. marts 1918 i Detroit, USA - 4. oktober 1988 i København), søn af inspektør Jens Eriksen og Rita Jenny født Dahl.

## Hæder
- 1968: Musikanmelderringens Kunstnerpris
- 1972: Tagea Brandts Rejselegat
- 1978: Professor Ove Christensens Mindelegat
- 1982: Ridder af 1. grad af Dannebrogordenen